# 中小企業基本法
中小企業基本法（ちゅうしょうきぎょうきほんほう、昭和38年7月20日法律第154号）は、中小企業に関する施策について、その基本理念、基本方針その他の基本となる事項を定めるとともに、国および地方公共団体の責務等を明らかにすることにより、中小企業に関する施策を総合的に推進し、もって国民経済の健全な発展および国民生活の向上を図ることを目的として制定された日本の法律である。
1999年に抜本的な改正がなされ、基本理念が往来の救済型から自立支援型へと移行した。

## 構成
- 第一章　総則（第1条―第11条）
- 第二章　基本的施策
  - 第一節　中小企業の経営の革新及び創業の促進（第12条―第14条）
  - 第二節　中小企業の経営基盤の強化（第15条―第23条）
  - 第三節　経済的社会的環境の変化への適応の円滑化（第24条）
- 第四節　資金の供給の円滑化及び自己資本の充実（第25条・第26条）
- 第三章　中小企業に関する行政組織（第27条）
- 第四章　中小企業政策審議会（第28条―第32条）
- 附則